# Piastre
La piastre (abrégée pt) est le nom commun de différentes monnaies.
C'était initialement, au XVIe siècle, une monnaie de la république de Venise. Elle s'est diffusée dans les Échelles que la France, entre autres, s'est fait concéder au Levant et a finalement été adoptée par l'Empire ottoman (sous le nom de kuruş). Plus tard, elle désigna en français les pièces d'argent d'Espagne, d'Amérique et d'Indochine.

## Étymologie
Le terme dérive de l'italien piastra, aphérèse du latin emplastrum au sens de plaque, en l'occurrence de métal. Le mot passe en France aux XVIe siècle et XVIIe siècle, dénommant le teston, ce qui illustre le prestige de l'Italie en France à cette époque : dynamisme culturel et marchand de l'Italie de la Renaissance ; l'alliance franco-vénitienne de 1515 ; deux reines de France sont italiennes, Catherine puis Marie de Médicis ; beaucoup de termes italiens connotant la richesse, le luxe, le raffinement de la civilisation, passent alors dans la langue française, francisés ou non (voir italianisme).
La piastre était dite « forte », pour la distinguer de sa « Demi-piastre » sa fraction.

## Les piastres espagnoles
Les conquêtes espagnoles d'Amérique, et plus particulièrement les mines du Mexique, ont permis au royaume d'Espagne de fournir des pièces d'argent en quantité et d'une valeur sûre. Elles ont eu cours dans toutes les Amériques, au Moyen-Orient, en Europe et même dans certains comptoirs africains jusqu'au XIXe siècle.
La pièce de huit réaux de l'Empire espagnol est introduite en 1497 et calquée sur le thaler du Saint-Empire, car l'Espagne est intimement liée à celui-ci depuis le mariage en 1496 de l'infante héritière Jeanne et de Philippe le Beau de Habsbourg fils de l'empereur germanique Maximilien. Elle est couramment appelée piastre espagnole en France, dès le XVIIe siècle, et aussi en Amérique du Nord où la France a alors d'immenses possessions (Québec, Louisiane). Vers 1723, Savary remarque que :

« Aux Indes et en Espagne, lorsqu'on parle d'espèces d'Argent, on dit « Real », « Reales » au pluriel ; en français : « un réal » ou « une réale » au singulier et « réaux ou réales » au pluriel. La réale (ou le réal) y vaut une pièce de huit réaux de Plate (« Plata » désigne l'argent). La pièce de huit réaux de plate, donc aussi appelée piastre par le truchement des Français, est égale à un écu de soixante sols monnaie de France de manière que la réale (le real ou réal, la pièce de huit, la piastre) ainsi que l'écu blanc (l'écu d'argent) de France de trois livres, quoique de différents noms et empreintes, ne font néanmoins qu'une même chose pour le titre et pour le poids. »

## Amériques

### Francophonie d'Amérique du Nord

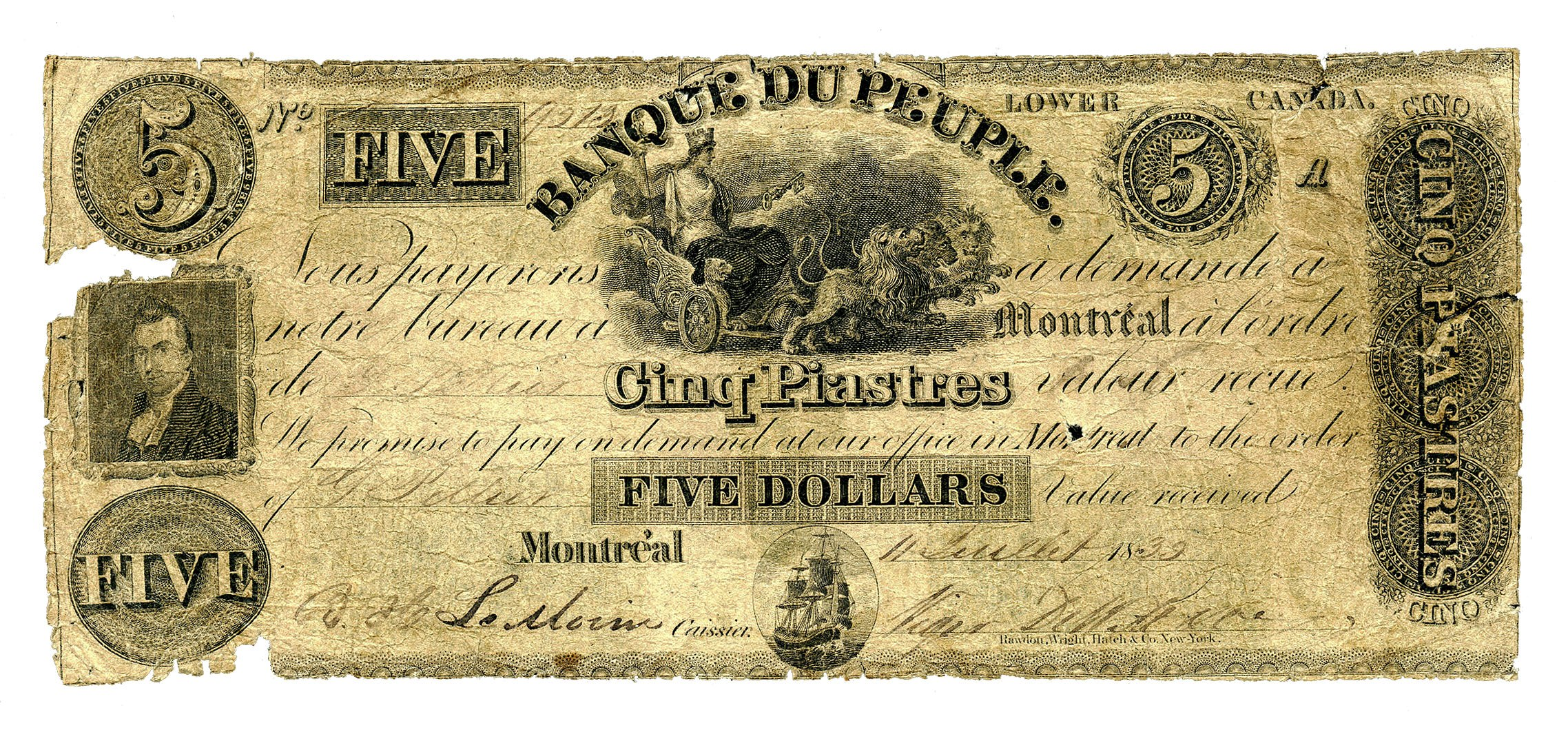
Billet privé libellé en piastres de la Banque du peuple, 1839.

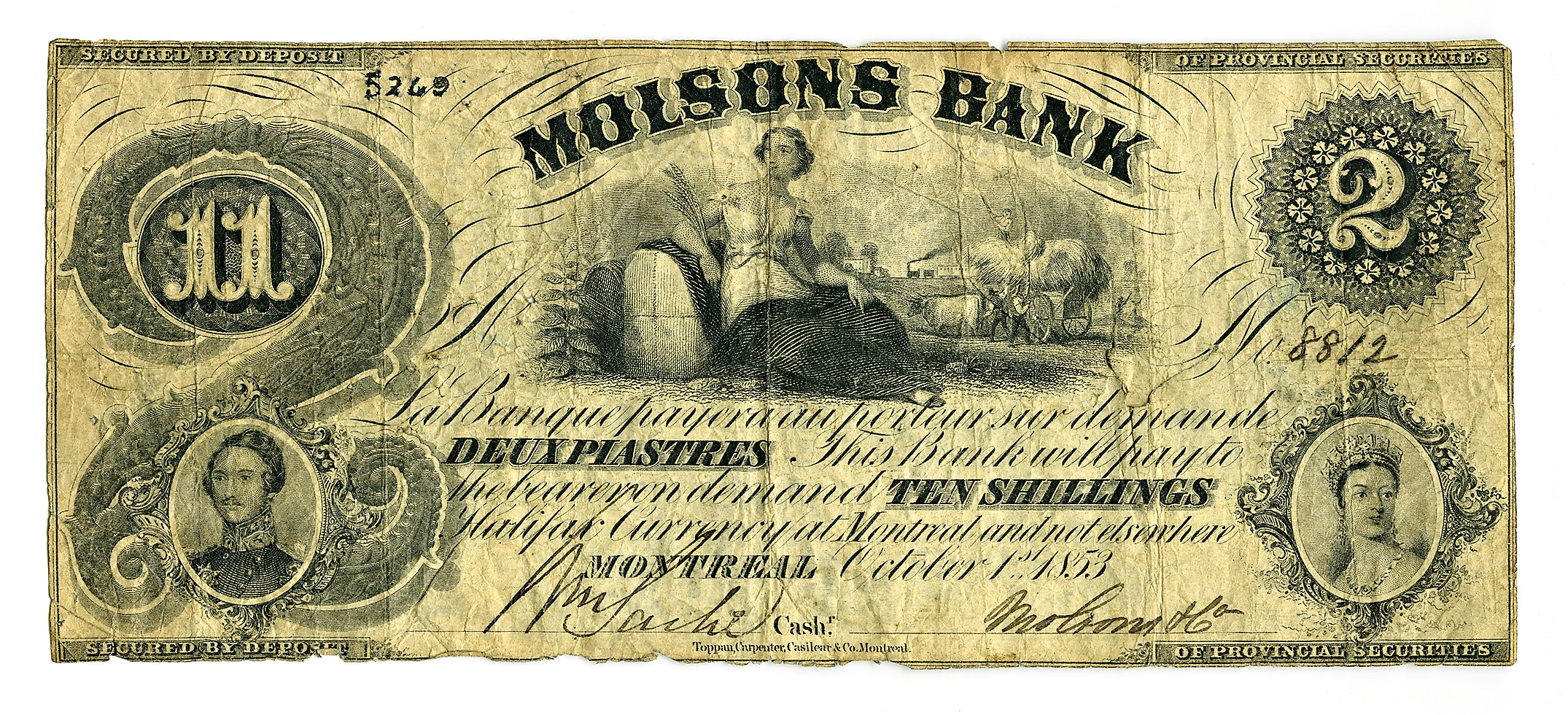
Billet privé de 1853 (Banque Molson), où une piastre vaut 5 shillings.

Dès la colonisation française, des monnaies espagnoles sont couramment utilisées, en parallèle à celle de France qui avait cours légal. Le terme « piastre », en tant que synonyme de piastre espagnole est au moins retrouvé dès 1680, dans la correspondance de l'intendant Talon.
En Nouvelle-France, celle-ci vaut environ 4 livres françaises. Après la conquête britannique et quelques années de fluctuation, sa valeur passe à 5 shillings ou 6 livres françaises. À la fin du XVIIIe siècle et au début du XIXe siècle au Bas-Canada, la piastre espagnole a sensiblement la même valeur que le dollar américain. Au début du XIXe siècle elle est en demande dans toute l'Amérique du nord car les Américains s'en servent pour commercer avec la Chine, d'autant qu'elle est partout facile à écouler et que sa valeur est stable. Il semble même que sur le marché des changes à New York et Boston elle s'achetait avec une prime de 2 %.
On retrouve d'ailleurs l'utilisation du terme « piastre » au paragraphe 3 de l'article 23 de la traduction française non-officielle de la Loi constitutionnelle de 1867 du Canada, faisant partie de la Constitution canadienne : « [Un sénateur] devra posséder […] de terres ou tenements tenus en franc-alleu ou en roture dans la province pour laquelle il est nommé, de la valeur de quatre mille piastres ».
Le terme « piastre » a également été utilisé dans des contextes officiels pour désigner le dollar américain, par exemple dans le texte français du traité de la Vente de la Louisiane : « La piastre ayant cours de monnaie dans les États-Unis […] ».
Au fil du temps, le mot de piastre en est venu chez les francophones du Canada à désigner de manière générique la monnaie ayant cours. Par exemple, au moins en 1766, le journal bilingue Gazette de Québec l'utilise pour traduire le terme « dollar ». En 1858, le gouvernement canadien consacre le mot « dollar » dans un texte de loi comme désignant sa monnaie nationale, d'autant que l'Académie française a reconnu ce terme dès 1853. La piasse (tel que familièrement prononcé) a toutefois perduré dans le langage courant. Le terme est aussi utilisé chez les Francophones des États-Unis pour désigner de façon informelle le dollar américain.
Au Québec, il n'est pas rare que l'expression « trente sous » désigne le quart de dollar (pièce de 25 ¢). Cet usage remonte à l'époque où le dollar canadien entre en fonction en 1858 et que l'État fixe sa valeur, entre autres, à 6 livres françaises. Puisque celle-ci, encore fraîche dans la mémoire, se divisait en 20 sous, le dollar canadien en valait donc 120. Le quart de dollar équivalait ainsi à 30 anciens sous français, d'où l'expression « changer 4 trente sous pour une piastre », qui signifie une action sans gain ni perte. Le langage courant déforme souvent ce mot en « piasse » (et non pas en « pièce », comme certains Français immigrés le font).

### Haïti
La monnaie nationale d'Haïti est depuis 1813, la gourde, et une gourde fut longtemps et encore parfois appelée « une piastre ». De fait, après 1881, la pièce d'une gourde en argent pesait exactement le poids de la piastre indochinoise et du dollar américain en argent, et ce, en référence à la pièce de huit espagnole, qui circulait au XVIIIe siècle dans les Caraïbes.

## Colonies françaises

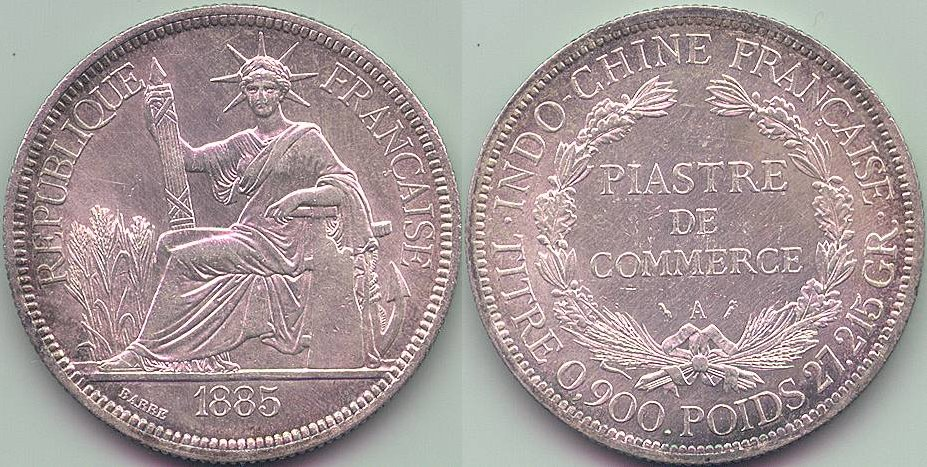
Piastre de l'Indochine française, 1885.

Durant l'existence de l'Indochine française, la monnaie qui y était en circulation entre 1885 et 1952 s'appelait la piastre indochinoise. La « piastre de commerce » est établie à l'aune des pièces en circulation dans l'Empire chinois, ou plutôt avec lesquelles les commerçants chinois avaient l'habitude de traiter pour des raisons pratiques et de confiance. Gros module d'argent pesant près de 28 g, elle était en termes de poids l'équivalent du thaler, de la pièce de huit espagnole ou du yen d'argent, et s'approchait du « Trade Dollar » produit à partir de 1873.
En 1947, il s'ensuivit une période de trafic entre la France et l'Indochine, et l'affaire des piastres fit grand bruit.

## Moyen-Orient
En 1688, sous le règne de Soliman II, une réforme monétaire permet de créer la « piastre ottomane » ((tr) kuruş) contenant 19,38 g d'argent pur, calquée à la fois sur l'écu de 6 livres français, le thaler et sur la pièce de huit espagnole (d'où son nom commun en Occident), dans le but de faciliter les transactions commerciales entre l'Empire ottoman et le reste du monde. Il faut alors environ 100 akçe pour faire une piastre. En 1839, nouvelle réforme, la livre ottomane est créée, divisée en 100 piastres,.
La piastre est restée ou reste encore la sous-division de nombreuses monnaies modernes dans cette partie du monde, comme la livre chypriote, livre égyptienne, la livre libanaise, la livre soudanaise, la livre sud-soudanaise, la livre syrienne ou la lire turque. Cette appellation est toutefois tombée en désuétude sur le marché des changes internationaux.